# Chip Knight
 (août 2017).
Chip Knight (né le 11 janvier 1975) est un skieur alpin américain. Il est le cousin d'Hilary Knight.

## Coupe du Monde
- Meilleur classement final : 58e en 2003.
- Meilleur résultat : 6e.